# Braunbürzelamarant
Der Braunbürzelamarant (Lagonosticta nitidula), auch Großer Pünktchenamarant oder Großer Pünktchenastrild genannt, ist eine afrikanische Art aus der Familie der Prachtfinken. Für die Art werden keine Unterarten unterschieden. Einige Autoren stellen den Braunbürzelamarant gemeinsam mit dem Pünktchenamarant in eine Superspezies.

## Beschreibung
Der Braunbürzelamarant erreicht eine Körperlänge von bis zu 10,5 Zentimeter und wiegt zwischen neun und elf Gramm. Das Männchen ist am Zügel und in der Augengegend matt weinrot. Der Oberkopf ist erdbraun bis braungrau, der Schwanz dagegen schwärzlich. Die übrige Körperoberseite ist einschließlich der Oberschwanzdecken erdbraun. Die vordere Brust ist rot und weist zahlreiche weiße Punkte auf, die schwarz gesäumt sind. Sie werden durch weiße Flecken auf jeder Federfahne gebildet. Die hintere Brust sowie der übrige Unterkörper ist graubraun bis grau. Das Weibchen ähnelt dem Männchen, weist aber an den Kopfseiten etwas weniger Rot auf. Die Jungvögel sind düster erdbraun.

## Verbreitung und Lebensweise
Der Braunbürzelamarant kommt von Angola über den Süden der Demokratischen Republik Kongo und das nördliche Sambia bis an das südwestliche Ufer des Tanganjikasees, in den Südosten Angolas und das Okawangobecken in Botswana vor. Sein Lebensraum sind Schilf- und Papyrusbestände entlang großer Flüsse und Überschwemmungsgebiete und Dickichte an Flussufern und Entwässerungskanälen. Im Süden der Demokratischen Republik Kongo kommt er noch in Höhenlagen von 2.000 Metern vor, er lebt aber ansonsten in tieferen Lagen.
Seine Nahrung besteht überwiegend aus kleinen Grassamen, die er vom Boden aufliest. Die Brutzeit variiert in Abhängigkeit vom Standort. Das Nest ist eine überdachte Graskugel mit seitlichem Eingang, das sich gewöhnlich niedrig über dem Erdboden befindet. Das Gelege besteht aus drei bis fünf Eiern. Beide Elternvögel brüten. Die Brutzeit beträgt dreizehn bis vierzehn Tage, die Nestlingszeit 18 bis 19 Tage.

## Haltung
Der Zeitpunkt der Ersteinfuhr des Braunbürzelamaranten ist nicht ganz sicher. Vieles spricht aber dafür, dass er erst 1960 erstmals nach Europa importiert wurde. Die Erstzucht gelang 1965. Für das Wohlbefinden des Vogels ist die Haltung in einer gut bepflanzten Voliere notwendig, in der die Vögel sich in die Vegetation zurückziehen können.